# Gran icosidodecaedro romo
En geometría, el gran icosidodecaedro romo es un poliedro uniforme no convexo, indexado como U57. Tiene 92 caras (80 triángulos y 12 pentagramas), 150 aristas y 60 vértices. Puede ser representado por un Símbolo de Schläfli sr{5⁄2,3}, y un diagrama de Coxeter-Dynkin .
Este poliedro es el miembro romo de una familia que incluye al gran icosaedro, el gran dodecaedro estrellado y el gran icosidodecaedro.
En el libro Polyhedron Models por Magnus Wenninger, el poliedro es erróneamente llamado gran icosidodecaedro romo invertido, y viceversa.

## Coordenadas cartesianas
Las coordenadas cartesianas de los vértices de un gran icosidodecaedro romo son todas las permutaciones pares de
(±2α, ±2, ±2β),
(±(α−βτ−1/τ), ±(α/τ+β−τ), ±(−ατ−β/τ−1)),
(±(ατ−β/τ+1), ±(−α−βτ+1/τ), ±(−α/τ+β+τ)),
(±(ατ−β/τ−1), ±(α+βτ+1/τ), ±(−α/τ+β−τ)) and
(±(α−βτ+1/τ), ±(−α/τ−β−τ), ±(−ατ−β/τ+1)),
con un número par de signos más, donde
α = ξ−1/ξ
y
β = −ξ/τ+1/τ2−1/(ξτ),
donde τ = (1+√5)/2 es la razón áurea y ξ es la raíz real negativa de ξ3−2ξ=−1/τ, o aproximadamente −1.5488772. Tomando las permutaciones impares de las coordenadas anteriores con un número impar de signos más le da otra forma, el enantiomorfo de la otra.
El circunradio para una figura con aristas de longitud unitaria es
{\displaystyle R={\frac {1}{2}}{\sqrt {\frac {2-x}{1-x}}}=0.64502\dots }
donde {\displaystyle x} es la raíz propia de {\displaystyle x^{3}+2x^{2}={\Big (}{\tfrac {1\pm {\sqrt {5}}}{2}}{\Big )}^{2}}. Las cuatro raíces reales positivas de la ecuación de sexto grado en {\displaystyle R^{2},}
{\displaystyle 4096R^{12}-27648R^{10}+47104R^{8}-35776R^{6}+13872R^{4}-2696R^{2}+209=0}
son los circunradios del dodecaedro romo (U29), el gran icosidodecaedro romo (U57), el gran icosidodecaedro romo invertido (U69), y el gran icosidodecaedro retrorromo (U74).

## Poliedros relacionados

### Gran hexecontaedro pentagonal
El gran hexecontaedro pentagonal (o gran ditriacontaedro petaloide) es un poliedro isoedral y el dual al gran icosidodecaedro romo uniforme. Tiene 60 caras pentagonales irregulares que se cruzan, 120 aristas y 92 vértices.